# Condado de Benton (Indiana)
O Condado de Benton é um dos 92 condados do estado estadunidense de Indiana. A sede do condado e sua maior cidade é Fowler. O condado possui uma área de 406,42 milha quadradas (1 052,6 km2) de terra, uma população de 8 719 habitantes, e uma densidade populacional de 21,5 hab/milha² (8,3 hab/km²) segundo o Censo dos Estados Unidos de 2020. O condado foi fundado em 1840.